# Le Grelot
Le Grelot war eine Satirezeitschrift, die in Paris erschien und von Arnold Mortier herausgegeben wurde.

## Geschichte
Die Zeitschrift erschien in Struktur und Aufbau vergleichbar mit den Zeitschriften La Lune und L’Éclipse mit einer Titelkarikatur im Folioformat. Zu den maßgeblichen Karikaturisten der Satirezeitschrift zählten Bertall, Henri Demare, Alfred Le Petit, Hector Moloch und Pépin.
Pépin, eigentlich Edouard Guillaumin, war lange der Hauptkarikaturist von Le Grelot gewesen. In der Dreyfus-Affäre unterstützte die Zeitschrift die Gegner von Alfred Dreyfus (anti-dreyfusards). Guillaumin hatte diesen Kurs zunächst mitgetragen, war dann jedoch ins Lager dreyfusards gewechselt, worauf es zum Bruch mit der Leitung der Satirezeitschrift kam und Guillaumin mit dem Le Fouet eine eigene Zeitschrift gründete.